# Psaume 30 (29)

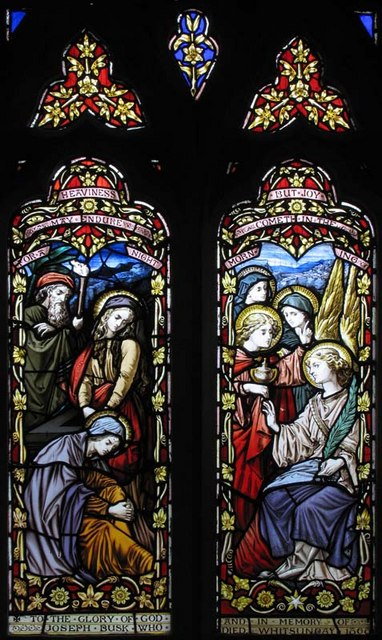
Représentation et citation d'un passage du verset 6 du psaume 30 sur un vitrail (Royaume-Uni, Codicote, église Saint Giles)

Le psaume 30 (29 selon la numérotation grecque), est attribué à David. C’est un psaume d’action de grâce à l’occasion de la dédicace du temple de Jérusalem.

## Texte
| verset | original hébreu                                        | traduction française de Louis Segond | Vulgate latine |
| ------ | ------------------------------------------------------ | --- | --- |
| 1      | מִזְמוֹר: שִׁיר-חֲנֻכַּת הַבַּיִת לְדָוִד                              | [Psaume. Cantique pour la dédicace de la maison. De David.]                                                                                      | [Psalmus cantici in dedicatione domus David]                                                                               |
| 2      | אֲרוֹמִמְךָ יְהוָה, כִּי דִלִּיתָנִי; וְלֹא-שִׂמַּחְתָּ אֹיְבַי לִי               | Je t’exalte, ô Éternel, car tu m’as relevé, tu n’as pas voulu que mes ennemis se réjouissent à mon sujet.                                        | Exaltabo te Domine quoniam suscepisti me nec delectasti inimicos meos super me                                             |
| 3      | יְהוָה אֱלֹהָי-- שִׁוַּעְתִּי אֵלֶיךָ, וַתִּרְפָּאֵנִי                        | Éternel, mon Dieu ! J’ai crié à toi, et tu m’as guéri.                                                                                           | Domine Deus meus clamavi ad te et sanasti me                                                                               |
| 4      | יְהוָה--הֶעֱלִיתָ מִן-שְׁאוֹל נַפְשִׁי; חִיִּיתַנִי, מיורדי- (מִיָּרְדִי-) בוֹר | Éternel ! tu as fait remonter mon âme du séjour des morts, tu m’as fait revivre loin de ceux qui descendent dans la fosse.                       | Domine eduxisti ab inferno animam meam salvasti me a descendentibus in lacum                                               |
| 5      | זַמְּרוּ לַיהוָה חֲסִידָיו; וְהוֹדוּ, לְזֵכֶר קָדְשׁוֹ                    | Chantez à l’Éternel, vous qui l’aimez, célébrez par vos louanges sa sainteté !                                                                   | Psallite Domino sancti eius et confitemini memoriae sanctitatis eius                                                       |
| 6      | כִּי רֶגַע, בְּאַפּוֹ-- חַיִּים בִּרְצוֹנוֹ:בָּעֶרֶב, יָלִין בֶּכִי; וְלַבֹּקֶר רִנָּה   | Car sa colère dure un instant, mais sa grâce toute la vie ; le soir arrivent les pleurs, et le matin l’allégresse.                               | Quoniam ira in indignatione eius et vita in voluntate eius ad vesperum demorabitur fletus et ad matutinum laetitia         |
| 7      | וַאֲנִי, אָמַרְתִּי בְשַׁלְוִי-- בַּל-אֶמּוֹט לְעוֹלָם                      | Je disais dans ma sécurité : Je ne chancellerai jamais !                                                                                         | Ego autem dixi in abundantia mea non movebor in aeternum                                                                   |
| 8      | יְהוָה-- בִּרְצוֹנְךָ, הֶעֱמַדְתָּה לְהַרְרִי-עֹז:הִסְתַּרְתָּ פָנֶיךָ; הָיִיתִי נִבְהָל  | Éternel ! par ta grâce tu avais affermi ma montagne... Tu cachas ta face, et je fus troublé.                                                     | Domine in voluntate tua praestitisti decori meo virtutem avertisti faciem tuam et factus sum conturbatus                   |
| 9      | אֵלֶיךָ יְהוָה אֶקְרָא; וְאֶל-אֲדֹנָי, אֶתְחַנָּן                        | Éternel ! j’ai crié à toi, j’ai imploré l’Éternel :                                                                                              | Ad te Domine clamabo et ad Deum meum deprecabor                                                                            |
| 10     | מַה-בֶּצַע בְּדָמִי, בְּרִדְתִּי אֶל-שָׁחַת:הֲיוֹדְךָ עָפָר; הֲיַגִּיד אֲמִתֶּךָ        | Que gagnes-tu à verser mon sang, à me faire descendre dans la fosse ? La poussière a-t-elle pour toi des louanges ? Raconte-t-elle ta fidélité ? | Quae utilitas in sanguine meo dum descendo in corruptionem numquid confitebitur tibi pulvis aut adnuntiabit veritatem tuam |
| 11     | שְׁמַע-יְהוָה וְחָנֵּנִי; יְהוָה, הֱיֵה-עֹזֵר לִי                       | Écoute, Éternel, aie pitié de moi ! Éternel, secours-moi !                                                                                       | Audivit Dominus et misertus est mei Dominus factus est adiutor meus                                                        |
| 12     | הָפַכְתָּ מִסְפְּדִי, לְמָחוֹל לִי: פִּתַּחְתָּ שַׂקִּי; וַתְּאַזְּרֵנִי שִׂמְחָה           | Et tu as changé mes lamentations en allégresse, tu as délié mon sac, et tu m’as ceint de joie,                                                   | Convertisti planctum meum in gaudium mihi conscidisti saccum meum et circumdedisti me laetitia                             |
| 13     | לְמַעַן, יְזַמֶּרְךָ כָבוֹד-- וְלֹא יִדֹּם:יְהוָה אֱלֹהַי, לְעוֹלָם אוֹדֶךָּ       | Afin que mon cœur te chante et ne soit pas muet. Éternel, mon Dieu ! je te louerai toujours.                                                     | Ut cantet tibi gloria mea et non conpungar Domine Deus meus in aeternum confitebor tibi                                    |

## Usages liturgiques

### Dans le judaïsme
Le psaume 30 est appelé couramment Mizmor Shir ; il fait partie de la prière quotidienne. Il est récité avant Pesukei Dezimra, une section de la prière de Shacharit. Il a été introduit dans la prière quotidienne au XVIIe siècle, pour le service matinal du temple. C’est aussi un psaume pour le jour de Hanukkah. On trouve le verset 12 dans les prières récitées après motzei shabbat maariv, et le verset 13 dans uva letzion.

### Dans le christianisme

#### Chez les catholiques
Auprès des monastères, ce psaume était traditionnellement exécuté lors de l'office de vigiles du dimanche, selon la distribution de saint Benoît de Nursie, effectuée vers 530.
Dans la liturgie des Heures actuelle, le psaume 30 est chanté aux vêpres du jeudi de la première semaine.